# Савіцький Борис Борисович
Бори́с Бори́сович Саві́цький (1990—2022) — сержант Збройних сил України, учасник російсько-української війни.

## Життєпис
Народився в Шепетівці. У 2008 році закінчив Вище міжрегіональне професійне училище залізничного транспорту в Козятині. Протягом 2008—2012 років проходив службу в ЗСУ. 2012 року, звільнившись зі служби, працював на залізниці.
У серпні 2014-го брав участь у боях за Степанівку. Близько 22:00 почався бій з переважаючими силами терористів, БТР, у якому перебував Борис, підбили, довелося відходити з боєм.
Після демобілізації працював на залізниці.
З 2022 року — штаб-сержант, командир розвідувального взводу 14 ОМБр.
Загинув біля с. Миколаївка Херсонської області.
Похований в Шепетівці 16 липня 2022 року.

## Нагороди
За особисту мужність і героїзм, виявлені у захисті державного суверенітету та територіальної цілісності України, вірність військовій присязі під час російсько-української війни, відзначений — нагороджений
- 13 серпня 2015 року — орденом «За мужність» III ступеня.